# Роше, Анри-Пьер
Анри-Пьер Роше (фр. Henri-Pierre Roché; 28 мая 1879, Париж — 9 апреля 1959, Медон) — французский писатель, журналист и коллекционер предметов искусства.

## Жизнь и творчество
Отец Анри рано умер, и мальчик воспитывался одной матерью. После окончания средней школы изучал политологию; затем, недоучившись, изучает в Париже живопись и графику, однако курса снова не закончил. Прервав обучение, Роше много путешествует и начинает собирать полотна и рисунки. Занимается также переводом китайской поэзии на французский язык. Некоторые из этих стихотворений были положены на музыку композитором Жоржем Ориком. Среди парижской художественной богемы накануне Первой мировой войны А.-П. Роше имел много друзей, в том числе ставших впоследствии всемирно известными мастерами. Он познакомил П. Пикассо с известной американской меценаткой и коллекционером Гертрудой Стайн. Роше позднее сопровождает Пикассо в его первой поездке в США и знакомит там с американскими любителями искусства. Среди друзей Роше следует назвать также Марселя Дюшана, К. Бранкузи, Франсиса Пикабиа, Вольса. Он был первым коллекционером, собиравшим акварели последнего. Однако наиболее тесные дружеские узы связывали его с немецким писателем Францем Хесселем. Позднее их дружбе был посвящён роман А.-П. Роше «Жюль и Джим» (1953), по которому Франсуа Трюффо поставил один из лучших своих фильмов.
С началом Первой мировой войны А.-П. Роше был признан негодным к военной службе, однако вследствие доноса был арестован по обвинению в шпионаже в пользу Германии и в течение двух недель находился в тюрьме. Поводом для ареста послужили полученные Роше из Германии письма его друга Хесселя. В 1916 Роше эмигрирует из Франции в США, где совместно с М. Дюшаном и американской художницей Беатрис Вуд издаёт дадаистский журнал The Blind Man. В Нью-Йорке А.-П.Роше занимается торговлей произведениями искусства, а также литературным творчеством. Между 1916 и 1920 годами в свет выходят его первые сборники рассказов. Однако подлинную известность ему принесли написанный уже в возрасте 73 лет роман «Жюль и Джим», и второй его роман — Две англичанки и «Континент» — по мотивам которых Ф. Трюффо снял заслужившие многочисленные награды кинофильмы. Режиссёр высоко оценил его творчество и сравнивал его с одним из своих любимых писателей — Жаном Кокто: «Но в Анри-Пьере Роше я открыл писателя, который показался мне ещё сильнее, чем Кокто, поскольку он добивался в прозе того же поэтического эффекта, но более скупыми средствами: ультракороткими фразами из самых простых, бытовых слов. Стиль Роше таков, что чувство рождается в нём из пустоты, из небытия, из выброшенных автором слов, то есть из самого умолчания».
К съёмкам «Жюля и Джима» А.-П. Роше написал также и сценарий, однако до премьеры фильма не дожил. В 1977 году, уже после смерти писателя, был издан его роман «Виктор» — о жизни и творчестве Марселя Дюшана с предисловием Рене Клера.